# Asa Hodges

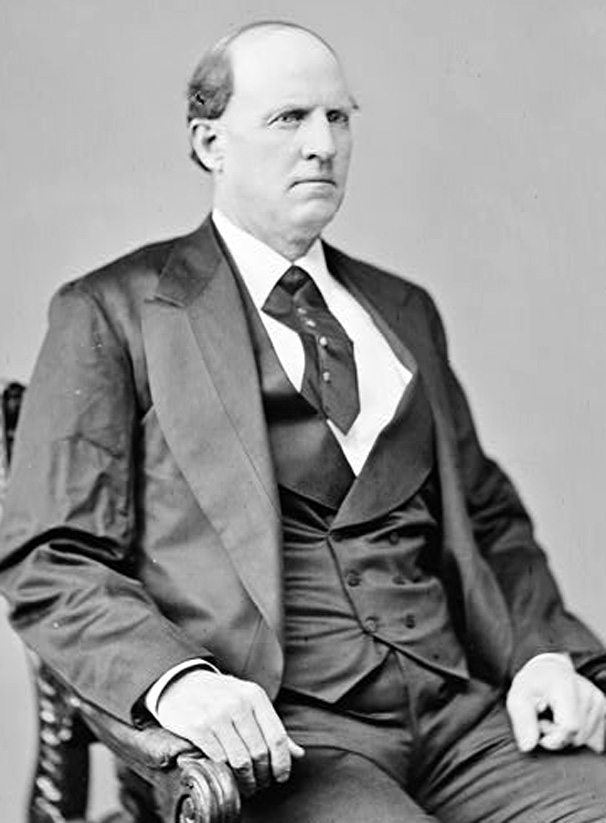
Asa Hodges

Asa Hodges (* 22. Januar 1822 bei Moulton, Lawrence County, Alabama; † 6. Juni 1900 bei Marion, Arkansas) war ein US-amerikanischer Politiker. Zwischen 1873 und 1875 vertrat er den ersten Wahlbezirk des Bundesstaates Arkansas im US-Repräsentantenhaus.

## Werdegang
Asa Hodges wurde in Alabama geboren, kam aber schon sehr früh nach Arkansas. Er absolvierte das LaGrange College und studierte anschließend Jura. Nach seiner im Jahr 1848 erfolgten Zulassung begann er bis 1860 in diesem Beruf zu arbeiten. Politisch schloss er sich nach dem Bürgerkrieg der Republikanischen Partei an.
Im Jahr 1867 war Hodges Delegierter auf einer Versammlung zur Überarbeitung der Staatsverfassung von Arkansas. 1868 wurde er in das Repräsentantenhaus von Arkansas gewählt. Zwischen 1870 und 1873 war er Mitglied des Staatssenats. Bei den Kongresswahlen des Jahres 1872 wurde Hodges im ersten Distrikt von Arkansas in das US-Repräsentantenhaus in Washington, D.C. gewählt, wo er am 4. März 1873 die Nachfolge des Demokraten James M. Hanks antrat. Da er im Jahr 1874 auf eine erneute Kandidatur verzichtete, konnte Hanks bis zum 3. März 1875 nur eine Legislaturperiode im Kongress absolvieren.
Nach dem Ende seiner Zeit im Kongress zog sich Asa Hodges aus der Politik zurück. Für den Rest seines Lebens war er in der Landwirtschaft tätig. Er starb am 6. Juni 1900 in Marion und wurde in Memphis (Tennessee) beigesetzt.